# Emmanuel Benbihy
 (juin 2017).
Si vous disposez d'ouvrages ou d'articles de référence ou si vous connaissez des sites web de qualité traitant du thème abordé ici, merci de compléter l'article en donnant les références utiles à sa vérifiabilité et en les liant à la section « Notes et références ».
Emmanuel Benbihy, né à Paris (France) le 6 novembre 1969, est un producteur français connu pour avoir créé et lancé la franchise Cities of Love débutant avec Paris, je t'aime suivi de New York, I Love You, Tbilisi, I Love You et Rio, I Love You. Les prochains films de la série sont Berlin, I Love You, Shanghai, I Love You, Jérusalem, I Love You et Rotterdam, I Love You.

## Filmographie

### Comme producteur
- 2003 : Le Lion volatil
- 2003 : Abjad
- 2004 : True
- 2006 : Paris, je t'aime
- 2008 : New York, I Love You
- 2009 : These Vagabond Shoes
- 2009 : Apocrypha
- 2014 : Tbilisi, I Love You
- 2014 : Rio, Eu Te Amo (Rio, I Love You)
- 2019 : Berlin, I Love You